# Rhipidia tenuirama
Rhipidia tenuirama är en tvåvingeart som först beskrevs av Alexander 1966.  Rhipidia tenuirama ingår i släktet Rhipidia och familjen småharkrankar. Inga underarter finns listade i Catalogue of Life.